# 隆头高原鳅
隆头高原鳅（学名：Triplophysa alticeps）为輻鰭魚綱鯉形目條鳅科高原鳅属的鱼类，是中国的特有物种。分布于青海湖及其附属水体等，常栖息于浅水湖湾及入湖河流缓流段，體長可達9公分。该物种的模式产地在青海湖。

## 扩展阅读
維基物種上的相關：隆头高原鳅